# Heliogomphus olivaceus
Heliogomphus olivaceus – gatunek ważki z rodziny gadziogłówkowatych (Gomphidae).